# 稔竹站
稔竹站是位于广西壮族自治区南宁市宾阳县古辣镇稔竹村的一个铁路车站，邮政编码530415。车站建于1951年，有湘桂铁路经过该站，现仅办理货运，不办理客运业务，车站及其上下行区间均未电气化。车站距离衡阳站687公里，隶属南宁铁路局，是四等站。